# Ieri, Ozzy e domani
Ieri, Ozzy e domani (Ozzy & Jack's World Detour) è un programma televisivo statunitense trasmesso a partire dal 24 luglio 2016 su History.
In Italia la prima stagione è stata trasmessa di mercoledì sul canale History e, la prima puntata è andata in onda il 15 marzo 2017. Successivamente l'ordine non è stato rispettato e, il 26 aprile non è stato proposto alcun episodio.
Le successive due stagioni, nelle emittenti italiane, non sono state mandate in onda.
Il programma vede padre e figlio, rispettivamente il cantante Ozzy Osbourne e Jack Osbourne, andare in giro per il mondo a visitare le città in cui Ozzy è stato durante la sua lunghissima carriera e alcuni luoghi di difficile accessibilità per chiunque.

## Puntate

### Stagione 1
| N° | Titolo originale                  | Titolo italiano               | Prima TV USA      | Prima TV Italia |
| -- | --------------------------------- | ----------------------------- | ----------------- | --------------- |
| 1  | Like Forefathers, Like Sons       | Tour a Stonehenge             | 24 luglio 2016    | 15 marzo 2017   |
| 2  | Remember the Alamo?               | Scena del crimine             | 31 luglio 2016    | 29 marzo 2017   |
| 3  | Father Knows West                 | Al Monte Rushmore             | 7 agosto 2016     | 22 marzo 2017   |
| 4  | Unidentified Flying Ozzy          | A caccia di UFO               | 14 agosto 2016    | 5 aprile 2017   |
| 5  | Iron Mountain Men                 | Sulle tracce dei primi coloni | 21 agosto 2016    | 17 maggio 2017  |
| 6  | Sir Prince of Darkness            | Il compleanno di Ozzy         | 28 agosto 2016    | 19 aprile 2017  |
| 7  | The Last Two Samurai              | Avventura in Giappone         | 4 settembre 2016  | 12 aprile 2017  |
| 8  | Misters Osbourne Go to Washington | Obiettivo Casa Bianca         | 18 settembre 2016 | 10 maggio 2017  |
| 9  | Cuba or Busted                    | Cuba                          | 25 settembre 2016 | 3 maggio 2017   |
| 10 | The Devil Made Me Do It           | Dove è nato il rock and roll  | 2 ottobre 2016    | 24 maggio 2017  |